# Sangarédi Airport
Sangarédi Airport är en flygplats i Guinea.   Den ligger i prefekturen Boke Prefecture och regionen Boke Region, i den västra delen av landet, 180 km norr om huvudstaden Conakry. Sangarédi Airport ligger 201 meter över havet.
Terrängen runt Sangarédi Airport är platt. Runt Sangarédi Airport är det ganska glesbefolkat, med 34 invånare per kvadratkilometer. Närmaste större samhälle är Sangarédi, 6,0 km öster om Sangarédi Airport. I omgivningarna runt Sangarédi Airport växer huvudsakligen savannskog.